# Hervé Leprince-Ringuet
Hervé Leprince-Ringuet, né le 4 janvier 1933 à Lille (Nord) et mort le 3 septembre 2016 à Bouc-Bel-Air (Bouches-du-Rhône), était un aviateur français, pilote de chasse et pilote d'essai chez Dassault Aviation.

## Distinctions
- Chevalier de la Légion d'honneur[3]
- Chevalier de l'Ordre national du Mérite
- Titulaire de la médaille de l'Aéronautique[4],[5]